# Droga krajowa B79 (Niemcy)
Droga krajowa 79 (niem. Bundesstraße 79, B 79) – niemiecka droga krajowa przebiegająca  z północnego zachodu na południowy wschód od skrzyżowania z autostradą A395 na węźle Wolfenbüttel-Nord w Dolnej Saksonii do skrzyżowania z drogą B6 w Quedlinburgu w Saksonii-Anhalt.

## Historia
Nazywana również drogą lipską, została w latach 1786-1794 utwardzona i rozbudowana jako szosa.
W 1932 r. została oznakowana jako Reichsstrasse 79 i przebiegała pomiędzy Wolfenbüttel i Halberstadt, gdzie łączyła się z R 4. W 1937 r. wydłużono jej bieg do Quedlinburga.
W wyniku podziału Niemiec, bieg drogi był przerwany. 12.11.1989 w Mattierzoll otwarto przejście graniczne, a jako Bundesstrasse 79, reaktywowana po zjednoczeniu Niemiec.